# Buddleja aromatica
Buddleja aromatica là một loài thực vật có hoa trong họ Huyền sâm. Loài này được Remy mô tả khoa học đầu tiên năm 1847.